# Libolo
Libolo est une ville d'Angola située au nord-ouest du pays, dans la province de Cuanza-Sud.